# Bistum Vinh
Das Bistum Vinh (lateinisch Dioecesis Vinhensis, vietnamesisch Giáo phận Vinh) ist eine in Vietnam gelegene römisch-katholische Diözese mit Sitz in Vinh.

## Geschichte
Papst Gregor XVI. gründete das Apostolische Vikariat Südtonking mit der Apostolischen Konstitution Ex debito am 27. März 1846 aus Gebietsabtretungen des Apostolischen Vikariats Westtonking.
Am 3. Dezember 1924 nahm es den Namen, Apostolisches Vikariat Vinh. Mit der Apostolischen Konstitution Venerabilium Nostrorum wurde es am 24. November 1960 zum Bistum erhoben.
Papst Franziskus teilte das Bistum am 22. Dezember 2018 und errichtete aus dem abgetrennten Teil das Bistum Hà Tĩnh. Der bisherige Bischof von Vinh, Paul Nguyên Thai Hop OP, wurde zu dessen erstem Bischof ernannt. Zum neuen Bischof des verbleibenden Bistums Vinh wurde der bisherige Weihbischof in Hung Hoá, Alphonse Nguyên Huu Long PSS, ernannt.
2021 konnten 34 Priester geweiht werden.

## Ordinarien

### Apostolische Vikare von Südtonkin
- Jean-Denis Gauthier MEP (27. März 1846 – 8. Dezember 1877, gestorben)
- Yves-Marie Croc MEP (8. Dezember 1877 – 11. Oktober 1885, gestorben)
- Louis-Marie Pineau MEP (21. Mai 1886 – 2. Juni 1910, zurückgetreten)
- François Belleville MEP (9. Februar 1911 – 7. Juli 1912, gestorben)
- André-Léonce-Joseph Eloy MEP (11. Dezember 1912 – 3. Dezember 1924)

### Apostolische Vikare von Vinh
- André-Léonce-Joseph Eloy MEP (3. Dezember 1924 – 30. Juli 1947, gestorben)
- Jean Baptiste Tran-Huu-Duc (14. Juni 1951 – 24. November 1960)

### Bischöfe von Vinh
- Jean Baptiste Tran-Huu-Duc (24. November 1960 – 5. Januar 1971, gestorben)
- Pierre Marie Nguyen Van Nang (5. Januar 1971 – 6. Juli 1978, gestorben)
- Pierre-Jean Tran Xuan Hap (10. Januar 1979 – 11. Dezember 2000, emeritiert)
- Paul-Marie Cao Ðình Thuyên (11. Dezember 2000 – 13. Mai 2010, emeritiert)
- Paul Nguyên Thai Hop OP (13. Mai 2010–22. Dezember 2018, dann Bischof von Hà Tĩnh)
- Alphonse Nguyên Huu Long PSS (seit 22. Dezember 2018)